# Vaseline
La vaseline (prononcé en français : [vaz(ə)lin] ; ou gelée de pétrole) est, comme la paraffine, un distillat de pétrole. Elle est formée essentiellement d'alcanes, de formule générale (CnH2n+2). Elle est fluide à température ambiante.
La marque « Vaseline » appartient à Unilever.

## Histoire

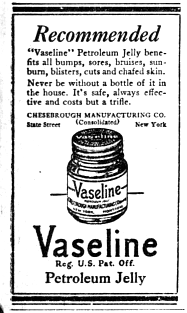
Réclame américaine pour le produit, 1922. Conseillé […] Ne restez jamais sans une bouteille de celui-ci dans la maison. Il est sûr, toujours efficace et ne coûte qu'un peu.

Nom de marque déposée aux États-Unis par Robert Chesebrough (en), l'inventeur du produit, en 1872, formé de la transcription vas de la syllabe Was de l'allemand : Wasser « eau », du grec elaion « huile, graisse » et du suffixe correspondant au français « -ine ». Depuis, le mot est passé légalement dans le langage courant et figure au dictionnaire en nom commun.

## Usages les plus courants

### Lubrifiant, entretien de matériel
La vaseline est un lubrifiant, servant à faciliter le glissement d'objets en vue de réduire la friction, afin d'en limiter l'échauffement, par exemple l'insertion de vis dans des bois très denses.
C'est une graisse « propre », incolore et peu adhésive pour les poussières. L'huile de vaseline, plus fluide, est couramment utilisée dans les appareillages électriques, les petits mécanismes comme ceux des machines à coudre, des maquettes radiocommandées, l'entretien du matériel de pêche (moulinets) et de plongée sous-marine, pour protéger les chromes ou pièces polies contre la corrosion, pour lubrifier les armes, serrures, gonds et articulations diverses.

### Usage médical
La vaseline officinale est un médicament ; il s'agit d'une pommade employée comme traitement d'appoint des lésions d'irritation, de brûlure et de sécheresse cutanée.
On l'utilise aussi pour l'entretien des piercings, car elle permet une bonne mobilité des objets en métal (anneaux ou barbells) et facilite les opérations de changement de bijou. De même, elle trouve son utilité pour le remettre aisément, lorsqu'il est nécessaire de le retirer provisoirement pour un examen médical (scanner, radio, etc).
Son utilisation la plus célèbre est la forme utilisée pour le soin des lèvres et pour le traitement de la chéilite ou de la perlèche. En effet, elle est pratiquement inerte à la peau et n'entre dans aucune réaction chimique. Elle favorise la cicatrisation des lésions par sa propriété à ne pas laisser l'eau s'évaporer ni à y entrer comme dans le cas d'une plaie endo-nasale qui est en permanence humide et donc difficilement cicatrisable ou dans le traitement d'une épistaxis.
Elle agit comme barrière mécanique contre la pullulation des germes, et la présence de phénols, même à quantité minime, agit comme bactéricide.
Elle entre dans la composition de la majorité des lotions en cosmétique, utilisée comme excipient.
Grâce à ses propriétés moléculaires, la vaseline est utilisée comme écran solaire qui filtre certains ultraviolets.

### Additif alimentaire
La vaseline est reprise en tant qu'additif alimentaire (E905b). Une circulaire ministérielle de 1885 proscrit l'utilisation de la vaseline dans la pâtisserie pour remplacer le beurre ou la graisse, observation faite que la vaseline « n'est pas susceptible de rancir, ce qui […] constitue un grave inconvénient pour le consommateur qui, n'étant pas averti par l'odeur de l'ancienneté du gâteau, est exposé à acheter une pâtisserie où la farine et les œufs ont déjà subi un commencement d'altération » ; que « les gâteaux dans lesquels on a réalisé la substitution de la vaseline au beurre ou à la graisse n'ont pas le même pouvoir alimentaire que les gâteaux ordinaires » ; et que « personne ne peut affirmer que l'ingestion de [cette matière] soit sans inconvénient pour la santé ».

### Autres
En moulage, la vaseline sert à prévenir la polymérisation du latex lors de la fabrication de moules doubles, et sert d'agent de démoulage avec plusieurs matières plastiques.
Elle sert dans l'artisanat de la corne afin d'"hydrater" les objets en corne.
La vaseline est utilisée dans les sports de contact comme la boxe pour limiter les saignements, protéger les plaies, et limiter l'apparition et l'élargissement de celles-ci. Elle est aussi utilisée au rugby, pour les mêmes raisons et également pour protéger les oreilles et le visage des avants de la friction lors des phases de mêlée ordonnée ou ouverte.
Elle peut aussi être utilisée pour protéger les extrémités des volailles (crêtes, pattes, barbillons) face aux risques d'engelures.
La vaseline peut être utilisée pour faire tenir le parfum.
Enfin, en concours complet d'équitation, on applique de la vaseline sur les parties du cheval exposées aux obstacles (face avant des antérieurs et des postérieurs) afin de limiter les traumatismes lors des chocs sur les obstacles fixes du cross.

## Sécurité et hygiène
Il est fortement déconseillé de lubrifier un préservatif à l'aide de vaseline, à cause du risque de dissolution du latex, et donc de rupture du préservatif : l'usage de la vaseline est incompatible avec l'usage d'un préservatif en latex, les dérivés du pétrole, de par leurs propriétés de solvants, rendant poreux le latex,,. En revanche, en l'absence de préservatif, la vaseline constitue un excellent lubrifiant, de bonne viscosité, étant en prime hypoallergénique, hydratant et relativement peu onéreux.

## Culture populaire
Vaseline est le nom d'un personnage de la bande dessinée Magenta.